# Gonzalo Núñez de Novoa
Gonzalo Núñez de Novoa (falecido a 16 de maio de 1332) foi um prelado católico romano que serviu como bispo de Ouurense (1319–1332).

## Biografia
No dia 25 de setembro de 1319, Gonzalo Núñez de Novoa foi nomeado durante o papado de João XXII como Bispo de Orense. Em 1320, foi consagrado bispo por Berenguel Landore, arcebispo de Santiago de Compostela com Pedro Méndez Sotomayor y Meiras, bispo de Coria, e o bispo Pedro, bispo de Salamanca, servindo como co-consagradores. Serviu como Bispo de Ourense até à sua morte a 16 de maio de 1332.